# 画中世界
《画中世界》是一款解谜类电子游戏，由杰森·罗伯茨开发，安纳布尔纳互动发行。游戏于2017年12月14日在Microsoft Windows、任天堂Switch和iOS平台发行，2018年3月登陆PlayStation 4和Xbox One，不久后上架Android和Kindle Fire平台。游戏由罗伯茨一人独立开发，最开始他想把游戏打造成互动式图画小说，但没有成功，后来历时近六年才完成这部作品。
玩家在游戏中须操纵置于2×2方格中的四幅图画，探索每幅图画中的环境，通过叠放图画或调整图画次序的方式解决谜题。谜题中，玩家须指引主角小男孩在饱受战争摧残的家园中对付一个奇怪的怪物，重建世界。游戏末尾，小男孩渐渐长大，最终变成老人，回忆起自己的过往。

## 游戏玩法

游戏中的谜题为画板中的四幅可以移动的场景图画，玩法需要对图画做调整，找出内在联系，创造新场景

游戏中，玩家会接触到置于2×2方格的四幅图画。这些图画多数会自动放大缩小或平移，但玩家仍需将其中一些图画移至其他方格空间。部分图画会带有门口之类空缺的地方，玩家将其移动到其他图画时，这些图画会遮盖住现有的图画，从而形成新的图画。因此，玩家必须堆叠、组合、探索每一张图画，才能找出每幅图画之间的关联，推动游戏发展，开启新空间。在这种过程中，由于游戏没有任何对白或字幕提示，玩家不会获得提示，必须自行找出完成每一关的方法。不过玩家成功完成关卡时，画面会自行活动，向玩家展示成功找出画面间关系后的结果。
游戏讲述了一个小男孩和一位神兽之间的故事，探讨靈性和宗教两大主题。背景则设置在20世纪，通篇都是战争与和平、战后重建的景象，而主人公小男孩也是战争的幸存者，后半生亲身经历家园重建的过程，最终变成老人，蓦然回首往事。

## 开发

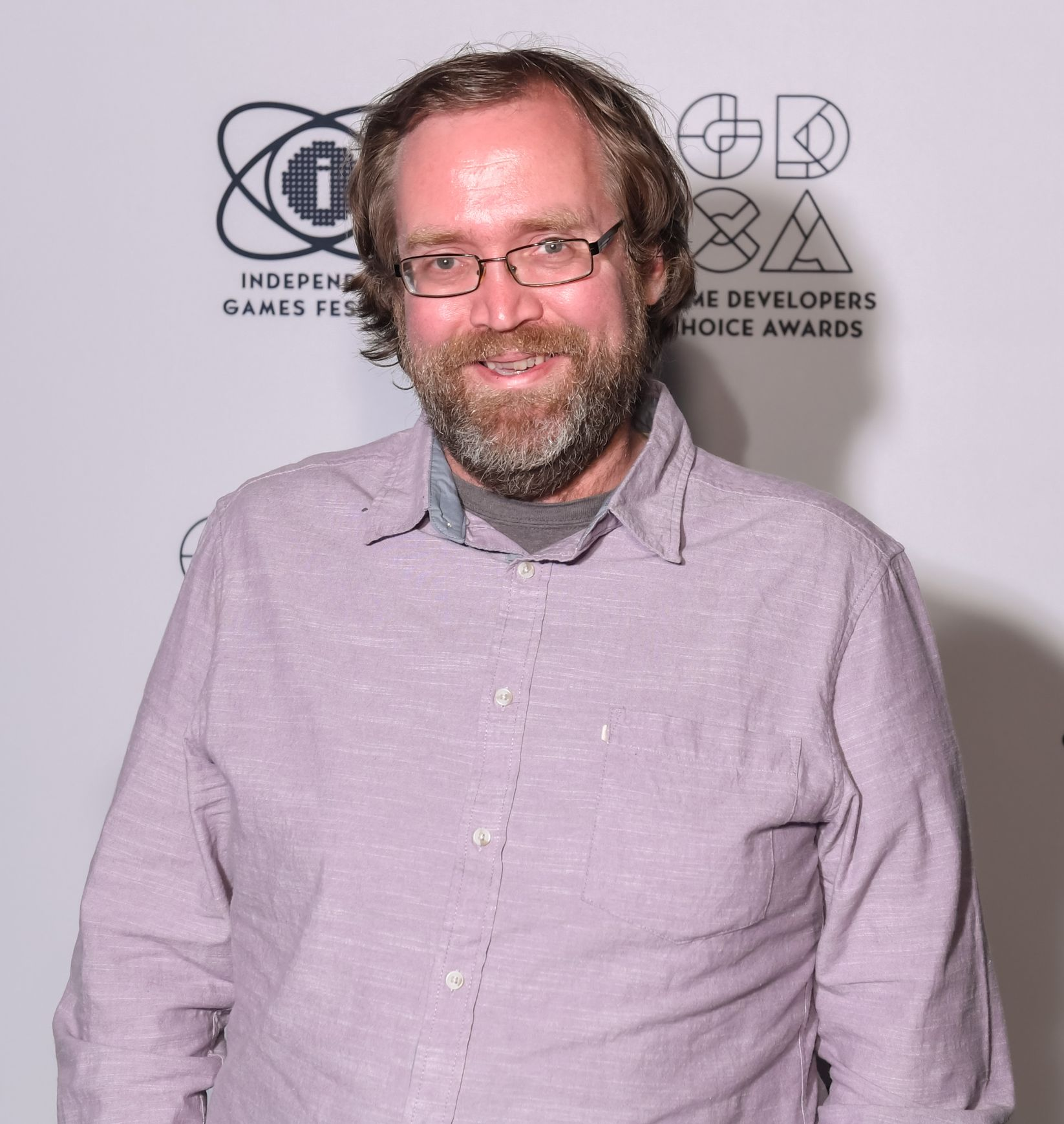
罗伯茨参加2018年游戏开发者大会

杰森·罗伯茨全职工作闲暇之余，会看一些互动式漫画。受此启发，他着手开发一款卡牌游戏，但后来认为这种风格太过复杂。他打算写一部图画小说，但后来《时空幻境》等独立游戏作品大获成功，又让他意识到应该将自己对艺术及互动式电子游戏的爱融合到一起，尽管对此类游戏的开发知之甚少。游戏的开发工作于2011年正式开始，罗伯茨辞去全职工作，潜心投入游戏。游戏原定于2013年发行，此时罗伯茨历经两年的开发工程已经花光全部积蓄，幸得独立基金会的投资，才将开发工作又延长了一年。后来在2016年12月，安纳布尔纳影业宣布成立安纳布尔纳互动品牌，专注游戏发行，《画中世界》成为该品牌首批发行作品之一。
罗伯茨以“Gorogoa”（画中世界）作为游戏的名称，这是他孩提时代虚构的一种生物。他表示，之所以把它当作游戏名称，是因为游戏本身没有文字，任何人都能游玩，不管哪种语言，也因为如此他没有在游戏中加入任何文字语言。
游戏起初由罗伯茨在Java平台上利用定制游戏引擎编写，但最终被Wholesale Algorithms移植到Unity引擎，方便在任天堂Switch等平台上发行作品。游戏中的所有插画都由罗伯茨绘制，他表示自己的美术风格受大卫·罗伯茨、古斯塔夫·多雷、克里斯托弗·曼森和克里斯·韦尔影响。由于他曾到过伊斯坦布尔等地旅游，画作也受拜占庭艺术的间接影响。他表示，在三维空间中探索二维艺术作品是他创作谜题时的难点。另外，这种绘画风格也让游戏的世界有现实历史元素的意味。游戏的音频在开发工作的前几年一直由奥斯丁·温托里（Austin Wintory）创作，但罗伯茨后来想要不同的风格，于是聘请为2012年游戏《未完成的天鹅》谱曲的乔尔·科立兹创作。爱德华多·奥尔蒂斯·法劳（Eduardo Ortiz Frau）担任音效设计。游戏配乐由玩家当前关卡中的音频构成。
游戏于2012年IndieCade公布，演示版不久后发布，完整版于2017年12月公开。罗伯茨表示，由于自己的画画能力不断提高，需要不断重新绘画前期的场景，游戏的开发周期比预期长了许多。开发过程中，他还数次推倒重画游戏中的大部分内容。

## 评价
游戏发行前，获2012年IndieCade视觉设计奖、2013年Good Game Club最高奖、2014年独立游戏节优秀视觉艺术奖及设计和剧情类荣誉奖。
游戏完整发布后获评论人普遍好评，其中PC版在Metacritic获84/100分，iOS版获91/100分。评论人尤其看好游戏的插画和图像。《Ars Technica》的山姆·马赫科维奇（Sam Machkovech）指游戏是“有史以来最出色的手绘电子游戏”，《PC Gamer》的菲利帕·沃（Philippa Warr）认为游戏“出奇地惊艳”。
The Verge的安德鲁·韦伯斯特（Andrew Webster）称赞游戏没有尿点，很少有卡关或无法解决谜题的情况，认为这应该归功于游戏设计；瓦尔对此表示认同。VentureBeat的史蒂芬妮·陈（Stephanie Chan）赞扬游戏易于操作，解谜后有成就感。Jump Dash Roll的罗伯·克肖（Rob Kershaw）表示认同，称游戏的插画“非常美观”，是“游戏设计的奇观”。但另一方面，马赫科维奇认为部分关卡解谜路线不清晰，令人恼火。他认为，游戏两到三个小时的通关流程是“麻雀虽小，但五脏俱全”，但也希望流程能长一点。沃等评论人表示希望打通多个周目，以此消化剧情。
《Eurogamer》将游戏列入“2017年50佳游戏”榜单第49位，《Polygon》列入年度50佳游戏榜单第35位。获IGN2017年年度奖“最佳移动游戏”、“最佳解谜游戏”、“最具创新作品”；获第18届游戏开发者选择奖“最佳移动游戏”和“创新奖”，“最佳处女作”（杰森·罗伯茨/Buried Signal），获2018年西南偏南游戏奖“优秀美术”和“年度移动游戏”；获2018年西南偏南游戏奖“优秀艺术”和“年度手机游戏”；获第21届D.I.C.E.奖“D.I.C.E.雪碧奖”、“年度手机游戏”、“杰出游戏设计奖”、“杰出游戏总监奖”；获第17届国家电子游戏贸易评审学院奖“游戏设计、新IP”奖；获第14届英国游戏学院奖“最佳画面”奖，“最佳创新游戏”、“最佳手机游戏”、“最佳原创作品”提名；获2018年金摇杆奖“最佳剧情”、“最佳视觉设计”、“最佳独立游戏”和“年度手机游戏”提名；获《Polygon》2010年至2019年100大最佳游戏提名。

## 延伸阅读
- Gordon, Lewis. . The Verge. 2019-10-09  [2019-10-12]. （原始内容存档于2021-02-08）.